# Международная конфедерация профсоюзов
Международная конфедерация профсоюзов, МКП (англ. International Trade Union Confederation, ITUC) — крупнейшее мировое профсоюзное объединение.

## Учреждение
МКП была создана в 2006 году путём объединения Международной конфедерации свободных профсоюзов (МКСП) и Всемирной конфедерации труда (ВКТ). Учредительный конгресс прошёл в Вене с 1 по 3 ноября, и последовал за состоявшимися там же 31 октября конгрессам обеих профсоюзных федераций, принявших решения о самороспуске. На конгрессе выступил генеральный директор Международной организации труда (МОТ) Хуан Сомавиа.

## Влияние
В Конфедерацию входит 301 членская организация, представляющая 176 миллионов рабочих в 155 странах мира. Россия представлена в МКП Федерацией независимых профсоюзов России (ФНПР) и Конфедерацией труда России (КТР). Ранее, в МКП входила Всероссийская конфедерация труда (ВКТ), которая в 2010 году вошла в состав КТР. Председатель ФНПР Михаил Шмаков занимал пост вице-президента МКП. В апреле 2022 году ФНПР, поддерживающая российское вторжение на территорию Украины, приостановила членство в МКП.
В рамках МКП действует несколько региональных и международных профсоюзных структур. На учредительном съезде МКП в 2006 году при поддержке глобальных профсоюзных объединений и Консультативного комитета профсоюзов Организации экономического сотрудничества и развития (Trade Union Advisory Committee to the OECD) был учрежден Совет глобальных профсоюзов. В 2007 году был создан Всеевропейский региональный совет (ВЕРС МКП).

## Структура МКП
В соответствии с уставом МКП, конгрессы конфедерации определяют программу и политику конфедерации. На конгрессах избирается Генеральный совет и генеральный секретарь. В свою очередь, Генеральный совет, сразу после своего избрания на конгрессе, избирает Исполнительное бюро и президента. В состав Исполнительного бюро входят президент МКП, генеральный секретарь МКП, до двадцати членов Генерального совета, включая председателя и заместителя председателя Комитета по делам женщин и председателя Комитета по делам молодежи.

### Конгрессы
- Учредительный — 1—3 ноября 2006 года, Вена (Австрия)
- Второй — 21—25 июня 2010 года, Ванкувер (Канада)
- Третий — 18—23 мая 2014 года, Берлин (Германия)
- Четвёртый — 2—7 декабря 2018 года, Копенгаген (Дания)[13]
- Пятый — 17—22 ноября 2022 года, Мельбурн (Австралия)[14]

### Генеральные секретари
- 2006—2010 годы — Гай Райдер (ранее — генеральный секретарь МКСП)
- 2010—2022 годы — Шарон Барроу (Австралийский совет профсоюзов)
- С 21 ноября 2022 года — Лука Визентини (ЕКП)[15][14].
- С 2023 года — Оуэн Тюдор (временный), Люк Траянгл (и.о.)

### Президенты
- 2006—2010 годы — Шарон Барроу (Австралийский совет профсоюзов)
- 2010—2014 годы — Михаэль Зоммер (Объединение немецких профсоюзов)
- 2014—2018 годы — Жоао Антониу Фелисиу (Единый центр трудящихся Бразилии)
- 2018—2022 годы — Аюба Вабба (Конгресс трудящихся Нигерии)[13]
- C 2022 года — Акико Гоно (Японская конфедерация профсоюзов / РЕНГО)[14]